# Карлатян Станіслав Володимирович
Станісла́в Володи́мирович Карлатя́н (* 1998) — старший матрос Збройних сил України, учасник російсько-української війни.

## З життєпису
2016 року пішов на війну, коли йому виповнилося вісімнадцять. Пішов за порадою батька — він першим у сім'ї став до лав ЗСУ. Потрапив до експериментальної навчальної роти.
Учасник боїв за Широкине; зазнав двох поранень. Першого зазнав 2017 року — прилетіла граната з АГС, посікло пальці. Кілька тижнів не відчував руки, контузія кінцівки. Друге поранення — у січні 2018 року; вчасно доправили до шпиталю, потім гелікоптером — до Дніпра. Міг би комісуватися, але не захотів.
Перед другою ротацією, в липні 2018 року в нього народилася донька.

## Нагороди
- Орден «За мужність» III ступеня[2]
- медаль «Захиснику Вітчизни»[3]
- «Учаснику АТО»
- «За оборону Маріуполя»
- «За захист рідної держави».